# Volo Ethiopian Airlines 409
Il volo Ethiopian Airlines 409 era un collegamento internazionale di linea da Beirut, in Libano, ad Addis Abeba, in Etiopia, che precipitò nel Mar Mediterraneo subito dopo il decollo il 25 gennaio 2010, provocando la morte di tutte le 90 persone a bordo. Questo è stato il primo incidente mortale per Ethiopian Airlines dal dirottamento del Volo Ethiopian Airlines 961 nel 1996.

## L'aereo
Il velivolo coinvolto era un Boeing 737-8AS registrato ET-ANB, numero di serie 29935. L'aereo era stato dapprima consegnato alla Ryanair il 4 febbraio 2002 come EI-CSW. Nel settembre 2009 fu noleggiato all'Ethiopian Airlines. Gli ultimi controlli di manutenzione a cui si sottopose il 25 dicembre 2009 furono superati senza che venisse riscontrato alcun problema tecnico.

## Passeggeri ed equipaggio
Il comandante era Habtamu Benti Negasa, 44 anni, in forza all'Ethiopian Airlines dal 1989. Era uno dei piloti più esperti della compagnia, avendo accumulato 10.233 ore di volo, di cui 2.488 sul Boeing 737. Il primo ufficiale era Aluna Tamerat Beyene, 23 anni. Aveva molta meno esperienza del comandante, avendo lavorato per l'Ethiopian Airlines solo per un anno e con 673 ore di volo, di cui 350 su Boeing 737.
Ethiopian Airlines pubblicò la seguente lista della nazionalità delle vittime:
| Nazione     | Passeggeri | Equipaggio | Totale |
| ----------- | ---------- | ---------- | ------ |
| Libano      | 51         | -          | 51     |
| Etiopia     | 23         | 8          | 31     |
| Regno Unito | 2          | -          | 2      |
| Canada      | 1          | -          | 1      |
| Francia     | 1          | -          | 1      |
| Iraq        | 1          | -          | 1      |
| Russia      | 1          | -          | 1      |
| Siria       | 1          | -          | 1      |
| Turchia     | 1          | -          | 1      |
| Totale      | 82         | 8          | 90     |

## L'incidente
Il Boeing 737 precipitò nel Mar Mediterraneo dopo esser decollato dall'aeroporto Internazionale di Beirut Rafic Hariri in condizioni atmosferiche tempestose, con 82 passeggeri e 8 membri dell'equipaggio a bordo. I dati del METAR indicavano vento di 8 nodi (15 km/h) di direzione variabile e temporali nei dintorni dell'aeroporto. L'aereo salì a 9 000 piedi (2 700 m) di quota prima che i contatti radar venissero persi, circa quattro-cinque minuti dopo il decollo. Alcuni testimoni affermarono di aver visto l'aereo incendiarsi subito dopo l'impatto con il mare.
Nella mattinata dopo lo schianto, le autorità libanesi annunciarono di aver localizzato il luogo dell'incidente a 3,5 km dalla costa presso il villaggio di Na'ameh alle coordinate 33°45'28"N 35°25'49"E. La ricerca dei superstiti fu condotta dall'Aeronautica Libanese, grazie agli elicotteri Sikorsky S-61, e dalle truppe dell'UNIFIL. L'esercito statunitense, in risposta alla richiesta del Governo libanese, inviò il cacciatorpediniere lanciamissile USS Ramage, un velivolo P-3 Orion della marina, e la nave di soccorso USNS Grapple.  La Marina Francese inviò il pattugliatore marittimo Breguet Atlantic. UNIFIL mandò 3 navi (tra i quali la dragamine Mosel della Germania e la Turca Bozcaada B class corvette) e 2 elicotteri sulla scena. Ulteriori elicotteri per aiutare le ricerche e possibilmente le misure di salvataggio furono inviati dalla Royal Air Force, e dall'unità civile della Polizia di Cipro.
Fino al 6 febbraio 2010 solo 16 cadaveri furono recuperati, mentre le altre persone a bordo erano ancora date per disperse. La moglie dell'ambasciatore francese in Beirut, Marla Sanchez Pietton era tra i passeggeri.
I corpi recuperati furono inviati al Rafik Hariri University Hospital in Beirut per l'identificazione tramite l'analisi del DNA. Il 5 febbraio 2010, fu annunciato che il vascello statunitense Odyssey Explorer sarebbe dovuto arrivare la settimana dopo per assistere alle ricerche delle scatole nere dell'aereo. La Marina Libanese informò che molte grosse sezioni del velivolo, inclusa la coda, erano state localizzate a 45 metri di profondità. Il 7 febbraio 2010, i sommozzatori della marina libanese riuscirono a recuperare il Flight Data Recorder che fu inviato alla Base Navale di Beirut, luogo in cui si era insediato il team che indagava sull'incidente. Successivamente venne recuperato dai sommozzatori anche il Cockpit Voice Recorder. Tutte le vittime vennero recuperate dal mare e identificate a partire dal 23 febbraio 2010.

## Le indagini
Il rapporto finale, pubblicato dal Ministro dei Trasporti libanese il 17 gennaio 2012, indica come probabile causa dell'incidente "la cattiva gestione da parte dell'equipaggio della velocità, dell'altitudine, della rotta e della posizione del velivolo attraverso input di controllo del volo incoerenti che hanno portato ad una totale perdita di controllo". A contribuire all'incidente furono il disorientamento spaziale dei piloti durante il volo notturno, l'inesperienza dei due piloti con l'aeroporto di Beirut e la mancanza di un adeguato riposo prima del volo.

## Conseguenze
Una cerimonia in memoria è stata tenuta dall'Ethiopian Airlines sul posto ad Addis Abeba il 14 febbraio 2010. Il Primo Ministro Libanese Saad Hariri dichiarò il giorno dell'incidente come giornata della memoria e furono chiuse tutte le scuole, le banche e gli uffici.

## Nella cultura di massa
Il volo Ethiopian Airlines 409 è stato analizzato nella puntata In rotta verso il disastro della dodicesima stagione del documentario Indagini ad alta quota trasmesso da National Geographic Channel.